# Almirante Miranda (AM)
El Destructor Almirante Miranda (AM) era un buque de la Armada Española perteneciente a la segunda serie de la Clase Churruca que participó en la guerra civil en la Armada republicana.
Recibía su nombre en honor al Almirante Augusto Miranda y Godoy, autor como Ministro de Marina de la segunda ley de escuadra, llamada Ley Miranda.

## Guerra Civil
Durante la Guerra Civil, estuvo siempre en el Mediterráneo donde participó en la frustrada expedición y desembarco de Mallorca , dirigida por el capitán Alberto Bayo y en la batalla del cabo Cherchel, 
El 12 de julio de 1937, junto a los destructores Lepanto, Churruca, Almirante Valdés, Gravina y Sánchez Baircáztegui, mantuvieron un duelo artillero con el crucero Baleares, mientras los destructores, escoltaban al petrolero Campillo, en el que ambos bandos, se retiraron tras una hora de chañoneo, el Baleares, al descubrir que sus cañones, se sobrecalentaban tras 50 disparos
El 5 de marzo de 1939 tras la sublevación en la ciudad, partió de Cartagena junto con el grueso de la escuadra republicana con rumbo a Bizerta (Túnez), a donde llegó el 11 de marzo.
Al día siguiente se solicitó el asilo político por parte de los tripulantes, y quedaron internados los buques bajo la custodia de unos pocos tripulantes españoles por buque. El resto de la dotación fue conducida a un campo de concentración en la localidad de Meheri Zabbens.
El 31 de marzo de 1939 llegó a Bizerta, a bordo de los transportes Mallorca y Marqués de Comillas, el personal que debería hacerse cargo de los buques internados.

## Tras la Guerra Civil
El día 2 de abril, tan sólo 24 horas después de darse oficialmente por concluida la contienda civil, los buques que lucharon por la República, se hacen a la mar con rumbo hacia el puerto de Cádiz, donde llegan a últimas horas del día 5.
El 7 de diciembre de 1957, una flota compuesta por el crucero Canarias, el crucero Méndez Núñez, y los cinco destructores  Churruca, Almirante Miranda, Escaño, Gravina y José Luis Díez de la Clase Churruca se apostaron en zafarrancho de combate frente al puerto de Agadir y apuntaron con sus piezas diversos objetivos de dicho puerto.
Fue el clase Churruca que más tarde se retiró del servicio activo, haciéndolo en 1970.

### Buques de la clase
- ARA Cervantes
- ARA Juan de Garay
- Sánchez Barcáiztegui
- José Luis Díez
- Almirante Ferrándiz
- Lepanto
- Churruca
- Alcalá Galiano
- Almirante Valdés
- Almirante Antequera
- Císcar
- Escaño
- Gravina
- Jorge Juan
- Ulloa

### Buques similares
- Clase Scott

### Listas relacionadas
- Anexo:Destructores de España